# Аврамије Мученик
Аврамије Болгарски или Аврамије Мученик († 1. априла 1229 , град Болгар, Волшка Бугарска) је руски православни светитељ, мученик, Владимирски чудотворац.
Православна црква га спомиње 1. (14.) априла – на дан упокојења, 9. (22.) марта – на дан првог преноса моштију, у четврту недељу по Васкрсу.

## Порекло, занимање
О животу Аврама Бугарског има врло мало података.
Главни подаци о њему садржани су у хроникама и књижевним споменицима 17. века. Најстарији извор који извештава о Аврааму Булгарском је Лаврентијева хроника (14. век).
Родом из Камске Бугарске, около Казана. Хроничар каже да је Авраам Булгарски био „другог језика, а не руског”. Вероватно је пореклом од Бугара („Волшки Бугари“, „Камски Бугари“), одгајан у муслиманској средини и у младости је исповедао ислам.
Авраам Булгарски је био богат и племенит трговац, трговао је по градовима Поволжја.

## Пртимање православља
Под утицајем комуникације са руским трговцима, Аврамије Булгарски је прешао у православље, поставши активан мисионар.
Његови саплеменици су га због исповедања и проповедања Христа убили 1. априла 1229. године, после вишедневног настојања да га поврате у ислам. Руски трговци су касније пренели његове свете мошти у град Владимир у Успенски манастир, где и данас почивају.